# Prîvillea, Pokrovske
Prîvillea (în ucraineană Привілля) este un sat în comuna Vîșneve din raionul Pokrovske, regiunea Dnipropetrovsk, Ucraina.

## Demografie
Componența lingvistică a localității Prîvillea
     Ucraineană (97,67%)
     Rusă (2,33%)
Conform recensământului din 2001, majoritatea populației localității Prîvillea era vorbitoare de ucraineană (97,67%), existând în minoritate și vorbitori de rusă (2,33%).